# Lumbini
Lumbini (Sanskrit: लुम्बिनी, "den elskelige") er et buddhistisk valfarts- eller pilgrimssted lokaliseret i Rupandehi District, Lumbini Zone i Nepal, nær grænsen til Indien. Valfartsstedet betegnes også Lumbini Garden eller Lumbini Park efter at det tidligere så beskedent udstyrede valfartssted er blevet udbygget med klostre samt pilgrims- og turistmæssige faciliteter.
Siddhartha Gautama, som senere blev en Buddha (Gautama Buddha), blev født i Lumbini og grundlagde senere religionen buddhisme. Gautama Buddha levede omtrentlig i tidsrummet fra 563 f.Kr. til 483 f.Kr. Buddhas fødested i Lumbini er et af buddhisternes fire mest betydningsfulde pilgrimssteder, baseret på Gautama Buddhas liv. De tre øvrige er Bodh Gaya (hvor Buddha opnåede sin store erkendelse), Sarnath (hvor Buddha holdt sin første erkendelses- el. religionsfilosofiske forelæsning) og Kushinagar (hvor Buddha døde).
Lumbini ligger 25 km øst for den nepalesiske købstad (municipality) Kapilavastu (bedre kendt under det tidligere navn Bhairahawa), hvor Buddha voksede op og boede indtil han var 29 år gammel. Kapilavastu er navn på såvel byen som for det omkringliggende distrikt (Kapilvastu District). 
Lumbini er forsynet med en lang række buddhistiske klostre, templer og markante monumenter og seværdigheder, deriblandt Mayadevi-templet og Puskarini Pond (et traditionelt vandbassin, der anvendes til rituelle formål, herunder rituelle bade). I området omkring Lumbini findes andre seværdigheder, der relaterer sig til Buddhas liv og virke, deriblandt en stensøjle med indgraveret tekst, rejst af den indiske kejser Ashoka omkring år 210 f.Kr.
Lumbini er fra 1997 tilkendt status som UNESCO Verdensarvområde.

## Eksterne links
- www.welcomelumbini.com – officiel website for Lumbini Garden Arkiveret 7. januar 2009 hos  Wayback Machine

27°28′02″N 83°16′30″Ø / 27.46722°N 83.27500°Ø